# Tamanidion
Tamanidion — монотипный род азиатских пауков-тенётников, содержащий единственный вид Tamanidion multidenticuli . Впервые он был описан Дж. Вундерлихом в 2011 г. и обнаружен в Малайзии.